# Feuerwehr in Zypern

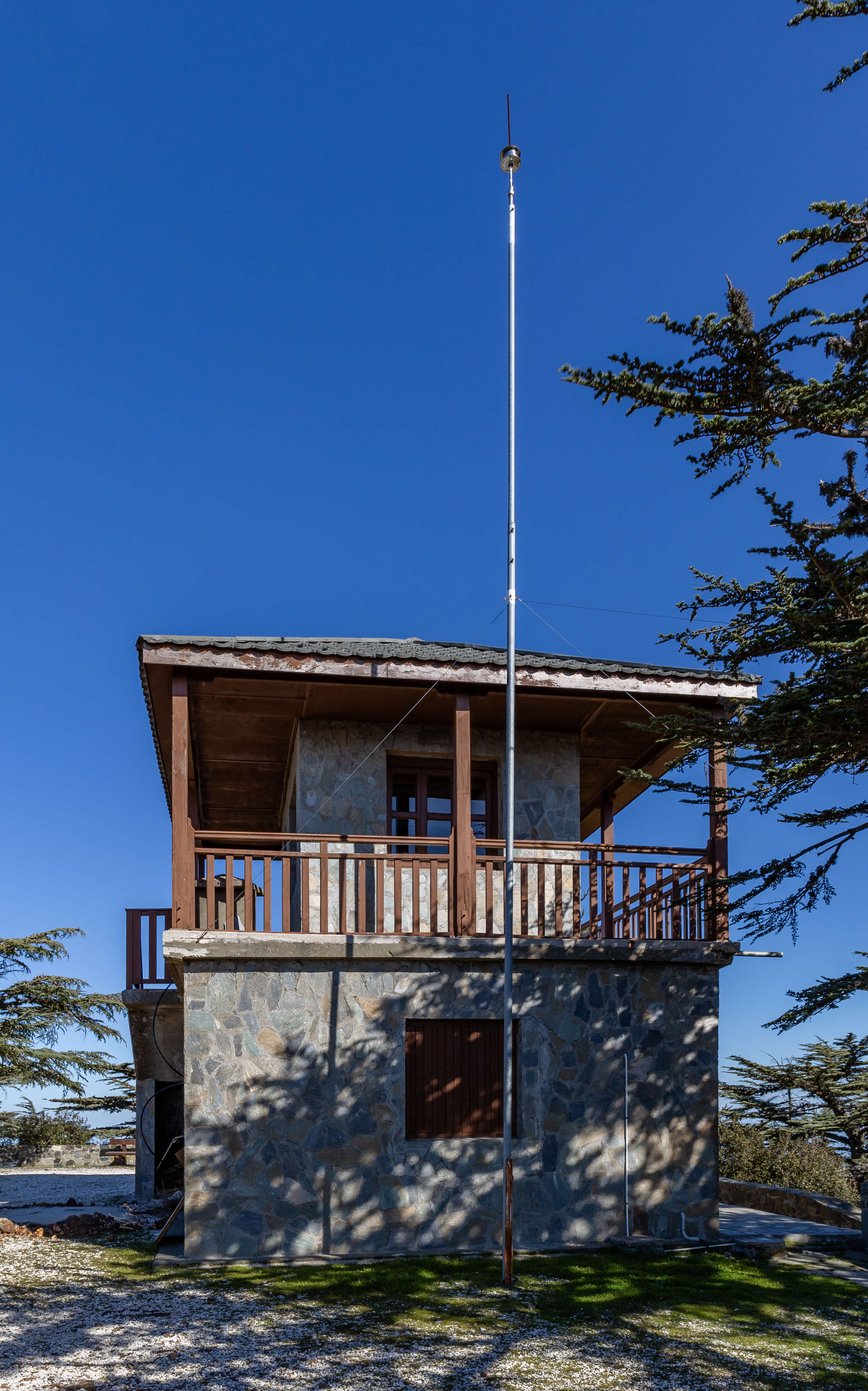
Feuerwachturm im Troodos-Gebirge

Die Feuerwehr in Zypern besteht aus rund 600 Berufsfeuerwehrleuten und rund 100 Feuerwehrleuten auf Teilzeitbasis. Sie ist als staatlicher Feuerlöschdienst mit der Bezeichnung Cyprus Fire Service dem zypriotischen Innenministerium unterstellt.

## Allgemeines
In der Republik Zypern bestehen 31 Feuerwehrhäuser und Feuerwachen, in denen 86 Löschfahrzeuge und 6 Drehleitern bzw. Teleskopmaste für Feuerwehreinsätze bereitstehen. Insgesamt sind 734 Personen, davon 618 Berufsfeuerwehrleute und 116 Teilzeit-Feuerwehrleute, im Feuerwehrwesen tätig. Der Frauenanteil beträgt 9 %.
Die Feuerwehren sind rund um die Uhr über die Notrufnummer 199 erreichbar.

## Brandbekämpfung
Im Juli 2021 hat die Feuerwehr in Zypern nach zwei Tagen einen riesigen Waldbrand unter Kontrolle gebracht. Das Feuer im Süden der Mittelmeerinsel war gemäß der Forstbehörde danach wieder vollständig unter Kontrolle. Rund um das Dorf Arakapas waren danach aber immer noch viele Feuerwehrleute im Einsatz, um mögliche neue Brandherde zu löschen. Bei der Bekämpfung des Feuers halfen auch Löschflugzeuge aus Israel, Griechenland und Großbritannien.
Angefacht durch Wind und starke Hitze hatte sich das Feuer in den Troodos-Bergen nördlich der Hafenstadt Limassol ausgebreitet. Es zerstörte 50 Häuser und 55 Quadratkilometer Land, darunter auch Olivenhaine mit uralten Bäumen. Zehn Dörfer wurden evakuiert. Vier Menschen, aus Ägypten stammende Arbeiter, kamen auf der Flucht aus dem Dorf Odos ums Leben.

## Nationale Feuerwehrorganisation
Die zypriotische Feuerwehrorganisation Cyprus Fire Service repräsentiert die zypriotischen Feuerwehren mit ihren rund 3600 Feuerwehrangehörigen im Weltfeuerwehrverband CTIF (Comité technique international de prévention et d’extinction du feu). Darüber hinaus bestehen Verbindungen insbesondere zu europäischen Feuerwehrverbänden, wie dem Deutschen Feuerwehrverband.